# Эксклавы и протуберанцы Москвы
Эксклавы и протуберанцы Москвы — обобщающее обозначение районов (территорий) города Москвы за пределами Московской кольцевой автомобильной дороги.

## Эксклавы Москвы
Эксклавы Москвы — территории города Москвы, не имеющие общих границ с основной частью города. Все эксклавы Москвы являются одновременно анклавами Московской области, поскольку окружены только её территорией.
В порядке перечисления с северо-запада по часовой стрелке:
- Зеленоградский административный округ — единый эксклав из 5 районов;
- район Восточный Восточного административного округа из четырёх эксклавов:
  - территория школы Акуловского гидроузла,
  - посёлок Акулово,
  - небольшой участок посёлка Восточный к северу от Щёлковского шоссе,
  - бо́льшая часть посёлка Восточный;
- деревня Мачихино поселения Киевский Троицкого административного округа[2];

Map (!) Расхождение с законодательством Московской области. В соответствии с законом Московской области N 78/2017-ОЗ от 24 мая 2017 года «О границе Наро-Фоминского городского округа» Наро-Фоминский городской округ имеет только один анклав, городской округ Молодёжный. Таким образом территория деревни Мачихино с точки зрения законодательства города Москвы является эксклавом Москвы и соответственно анклавом Наро-Фоминского городского округа, а с точки зрения законодательства Московской области входит в состав Наро-Фоминского городского округа.
- западные части района Кунцево Западного административного округа из трёх эксклавов:
  - участок (отдельная площадка) «Конезавод, ВТБ»;
  - западная часть отдельной площадки «Рублёво-Архангельское» у Новорижского шоссе;
  - посёлок Рублёво вместе с бо́льшей часть отдельной площадки «Рублёво-Архангельское».

Map (!) Расхождение с законодательством Московской области. В соответствии с законами Московской области N 60/2017-ОЗ от 24 апреля 2017 «О границе городского округа Красногорск» и N 2/2019-ОЗ от 25 января 2019 года «Об объединении территорий поселений Одинцовского муниципального района и территории городского округа Звенигород» на востоке Красногорский городской округ и Одинцовский городской округ соединены вдоль МКАД тонкой полосой шириной не более 10 метров. Данная полоса отделяет территорию посёлка Рублево (район Кунцево) от основной части Москвы (район Строгино). В законах города Москвы N 13-47 от 5 июля 1995 года «О территориальном делении города Москвы» и N 59 от 15 октября 2003 года «О наименованиях и границах внутригородских муниципальных образований в городе Москве» о наличии такой полосы в описаниях границ районов Строгино и Кунцево явным образом не упоминается. Таким образом территория посёлка Рублёво и отдельной площадки Рублёво-Архангельское с точки зрения законодательства Московской области является эксклавом Москвы, а с точки зрения законодательства города Москвы является протуберанцем Москвы.

## Протуберанцы Москвы
Протуберанцы Москвы — неофициальное наименование возникших 11 декабря 1985 года районов (территорий) города Москвы, находящихся за пределами МКАД, но имеющих общую границу с основной частью города. Название произошло из-за характерной формы границ районов на карте Москвы (если «солнцем» считать городскую территорию в границах МКАД). Официальное название согласно Общемосковскому классификатору территорий Москвы 2011 года — территории, примыкающие к внешним границам полосы отвода Московской кольцевой автомобильной дороги, в настоящее время уже не используется.
Протуберанцы в порядке перечисления с юго-запада по часовой стрелке:
- участок (отдельная площадка) инновационного центра «Сколково»; (ЗАО, часть Можайского района)
- деревня Мякинино (ЗАО, часть района Кунцево);
- район Митино (СЗАО).
- Молжаниновский район (САО) и район Куркино (СЗАО);
- район Северный (СВАО);
- районы Новокосино и Косино-Ухтомский (ВАО), территория Люберецких Полей, район Некрасовка (ЮВАО), а также восточная часть района Выхино-Жулебино;
- 1-й Рабочий Посёлок Новомосковского округа — протуберанец расширенной территории вне МКАД, соединён с основной территорией НАО тонкой полосой[11][12].

## Новая Москва (2012)
В сравнении с предыдущими выходами Москвы за границу МКАД к двум новым административным округам ТиНАО, появившимся 1 июля 2012 года, термин «протуберанец» уже не применяют. По аналогии с разделами выше состав этой большой территории можно описать следующим образом:
- Новомосковский административный округ с включениями в виде:
  - районов Северное Бутово и Южное Бутово (ЮЗАО);
  - районов Ново-Переделкино и Солнцево (ЗАО);
- Троицкий административный округ, исключая деревню Мачихино, которая является эксклавом.

## История

### Изменения в июле 2011 года
13 июля 2011 года Совет Федерации одобрил соглашение о корректировке границ Москвы и Московской области. Согласно этому соглашению Москва отказалась от территориальных претензий на аэропорт «Шереметьево», который ранее по законам города Москвы входил в состав Молжаниновского района, а по законам Московской области — в состав городского округа Химки. Деревня Мякинино перестала быть эксклавом и стала протуберанцем, также частью протуберанца стал район Некрасовка после присоединения территории Люберецких Полей.

### Изменения в июле 2012 года
1 июля 2012 года в результате реализации проекта расширения территории Москвы:
- Эксклав поселения Киевский (деревня Мачихино) внутри городского поселения Наро-Фоминск стал эксклавом Москвы.[2]
- район Внуково перестал был эксклавом Москвы, но стал эксклавом Западного административного округа, окружённым территорией Новомосковского административного округа и Одинцовского района Московской области. Район по-прежнему состоит из двух частей:
  - посёлок Внуково и аэропорт «Внуково»,
  - посёлок Толстопальцево и одноимённая деревня.
- Образован эксклав «Конезавод, ВТБ» (участок / отдельная площадка)
- Увеличен эксклав посёлка Рублёво за счёт бо́льшей части Рублёво-Архангельского (небольшая западная его часть стала отдельным эксклавом).
- Образован эксклав в виде западной части отдельной площадки «Рублёво-Архангельское» у Новорижского шоссе

Протуберанцы:
- Два протуберанца — районы Северное Бутово и Южное Бутово (ЮЗАО) и районы Ново-Переделкино и Солнцево (ЗАО) — перестали образовывать частично обособленные территории Москвы, но остались протуберанцами Юго-Западного и Западного административных округов, вклинившимися в территорию Новомосковского административного округа.
- Образован протуберанец инновационного центра «Сколково».
- Протуберанец 1-й Рабочий Посёлок поселения Внуковское стал протуберанцем НАО и Москвы.

### Изменения в мае 2024 года
- Район Внуково перешел из Западного административного округа в ТиНАО и перестал быть эксклавом Западного административного округа.
- Часть территории района Южное Бутово (Юго-Западный административный округ) перешла в состав нового образованного района Щербинка (ТиНАО).
- Части территории поселения Московский (ТиНАО) перешли в состав районов Солнцево и Ново-Переделкино (Западный административный округ).